# Nataša Andonova
Nataša Andonova, indicata anche come Natasha Andonova (in macedone Наташа Андонова?; Negotino, 4 dicembre 1993), è una calciatrice macedone, attaccante del Madrid CFF e della nazionale macedone, della quale è anche capitano.
È sorella minore di Sijche, anch'essa calciatrice della nazionale, che gioca nel ruolo di difensore o centrocampista.

## Carriera

### Club
Andonova gioca la prima parte della sua carriera in repubblica di Macedonia, dal 2004 al 2009 con lo ŽFK Tikvešanka e conquistando alla sua ultima stagione il suo primo campionato nazionale, titolo bissato la stagione seguente (2009-2010), assieme con la coppa di lega, con la maglia dello ŽFK Borec, aggiudicandosi il premio come Calciatrice macedone dell'anno negli anni 2009 e 2010, premio poi conquistato anche nel 2012, 2013 e 2014 per le prestazioni offerte nei campionati esteri.
Nell'estate Andonova coglie l'occasione offertale dal Turbine Potsdam per giocare in un campionato professionistico, quello tedesco, dalla stagione 2011-2012. Inizialmente inserita sia nella squadra titolare, iscritta alla Frauen-Bundesliga, che in quella riserve, che gioca nella 2. Frauen-Bundesliga, riesce a farsi luce conquistando la fiducia della società che già dalla stagione successiva la inserisce stabilmente nella rosa della prima squadra. Durante le quattro stagioni disputate con la società di Potsdam conquista un titolo nazionale, alla stagione d'esordio, e decide di congedarsi dalla squadra con un tabellino personale, nella sola Frauen-Bundesliga, di 12 reti siglate su 61 presenze.
Nell'estate 2015 sottoscrive un accordo con l'FC Rosengård, società con sede a Malmö campione di Svezia, per giocare in Damallsvenskan, massimo livello del campionato nazionale di categoria. Con la società rimane fino al termine della stagione 2016, contribuendo a conquistare un titolo nazionale nel 2015 e l'edizione 2016 della Supercupen damer, congedandosi con un tabellino personale di 20 reti realizzate su 34 incontri di campionato.
A fine gennaio 2017 Andonova decide di sottoscrivere un contratto con il Paris Saint-Germain, con scadenza a giugno, per giocare in Division 1 Féminine, massimo livello del campionato francese, nella seconda parte della stagione. Al termine della stagione ha lasciato il PSG per trasferirsi al Barcellona.

## Palmarès

### Club
- Campionato svedese: 1

Rosengård: 2015
- Supercoppa svedese: 1

Rosengård: 2016
- Campionato tedesco: 1

Turbine Potsdam: 2011-2012
- Coppa della Regina: 1

Barcellona: 2018
- Turbine-Hallenpokal: 2

Turbine Potsdam: 2014, 2015
- Campionato macedone femminile: 2

ŽFK Tikvešanka: 2008-2009
ŽFK Borec: 2009-2010
- Coppa della Repubblica di Macedonia: 1

ŽFK Borec: 2010

### Individuale
- UEFA Golden Player: 1

Campionato europeo femminile under 19 di calcio 2010
- Calciatrice macedone dell'anno

2009, 2010, 2012, 2013 e 2014
- Miglior sportiva di Macedonia: 1

2014